# Tachina oligoria
Tachina oligoria är en tvåvingeart som beskrevs av Arnaud 1992. Tachina oligoria ingår i släktet Tachina och familjen parasitflugor. Inga underarter finns listade i Catalogue of Life.